# Договор в Лувье

Королевство Бретань в IX веке

Договор в Лувье (фр. traité de Louviers) — мирный договор, заключённый 10 февраля 856 года в Лувье правителем Западно-Франкского королевства Карлом II Лысым и королём Бретани Эриспоэ.

## Предыстория
В середине 850-х годов король Западно-Франкского государства Карл II Лысый предпринял несколько попыток укрепить свою власть над наиболее неспокойными из своих владений. В 855 году он наделил своего второго сына, Карла Дитя, титулом короля Аквитании, а в следующем году назначил старшего сына и наследника Людовика Заику правителем приграничных с Бретанью земель.

## Договор
По свидетельству «Бертинских анналов», Карл II Лысый 10 февраля 856 года встретился с бретонским герцогом Эриспоэ в Лувье. Здесь между ними было заключено соглашение о помолвке Людовика Заики с неизвестной по имени дочерью короля бретонцев. В качестве феода Карл Лысый тогда же дал сыну герцогство с центром в Ле-Мане. Одновременно Людовик получил и титул короля Нейстрии, но не непосредственно от своего отца, а от Эриспоэ, действовавшего «с согласия» местной знати. В свою очередь Карл Лысый передал Эриспоэ власть над землями Бретонской марки и Нантского графства.
Вероятно, заключая такое соглашение с Эриспоэ, Карл II Лысый надеялся сделать правителя Бретани надёжной опорой для своего ещё малолетнего сына, который в будущем должен был унаследовать власть над Западно-Франкским королевством.

## Последствия
Однако договор в Лувье вызвал сильное недовольство как среди бретонской знати, так и среди знатных франков. Уже в том же году в Нейстрии против Карла II Лысого начались волнения, в 858 году переросшие в открытый мятеж, во главе которого встали граф Тура и Анже Роберт Сильный, Адалард Сенешаль, архиепископ Санса Венилон и несколько других представителей светской и церковной знати Западно-Франкского государства. Примириться с мятежниками правителю франков удалось только в 860 году.
Также предполагается, что договор Эриспоэ с Карлом II Лысым мог стать причиной заговора, в результате которого в 857 году король Бретани был убит по наущению своего двоюродного брата Саломона. После гибели Эриспоэ брак Людовика Заики и дочери убитого герцога стал для Карла II Лысого не нужным, и в 862 году наследник франкского престола женился на Ансгарде, дочери бургундского графа Ардуина.